# Política exterior del gobierno de Carlos Menem

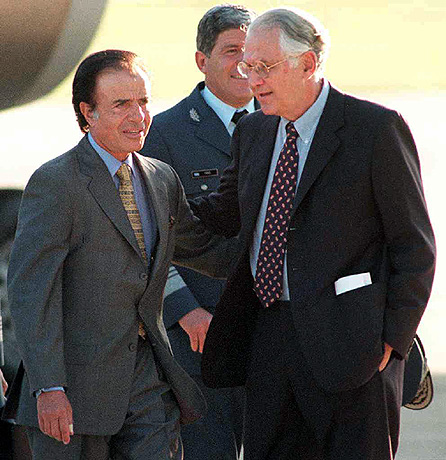
Menem junto al canciller Guido Di Tella

Las relaciones exteriores de Argentina durante el gobierno de Carlos Menem fueron caracterizadas por un alineamiento con Occidente, y una profundización en la relación con Estados Unidos, a tal punto que fue descripta por el canciller argentino, de forma humorística, como «relaciones carnales».
El canciller, oficialmente ministro de Relaciones Exteriores, Comercio Internacional y Culto, fue Guido Di Tella, ocupando el puesto por 9 años y siendo su predecesor, Domingo Cavallo, que estuvo solo 2 años. 
La política exterior de Menem significó una ruptura de la continuidad de la política de su predecesor, Raúl Alfonsín, el cual abogaba por el Movimiento de Países No Alineados, agrupación de la que Argentina dejó de ser miembro en 1991.
Durante esta gestión, Argentina dejó el rol neutral y participó activamente en la fuerza de coalición autorizada por las Naciones Unidas en la guerra del Golfo y en las guerras yugoslavas  a través de la Fuerza de Protección de las Naciones Unidas y del Batallón Ejército Argentino. 

## América

### Bolivia

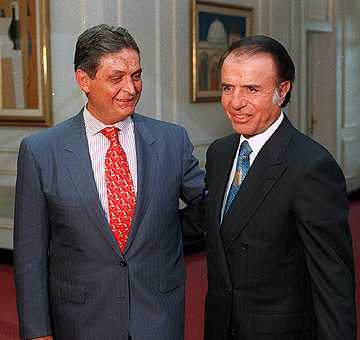
Menem junto a Jaime Paz Zamora en 1992

El gobierno de Menem tuvo buenas relaciones diplomáticas y comerciales con todos los mandatarios bolivianos de ese período (Jaime Paz Zamora, Gonzalo Sánchez de Lozada y Hugo Banzer). Se destacan la firma del Acuerdo de Tránsito y Navegabilidad de la Hidrovía Paraguay- Paraná y la firma de la amnistía para los bolivianos indocumentados que se encontraban residiendo en Argentina en 1992, la firma del Acuerdo de regulación y aprovechamiento de la Alta Cuenca del Río Bermejo y del Río Grande de Tarija en 1995 y la firma de un convenio que otorgaba facilidades de residencia a los bolivianos radicados en Argentina en 1998. Además, se retomó el pago por la importación de gas boliviano y se asfaltó la carretera Yacuiba-Camiri-Isoso.

### Brasil

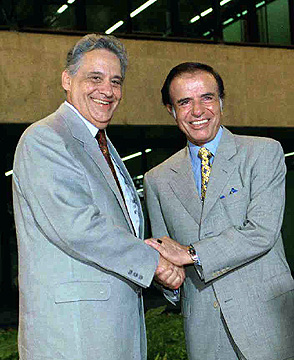
Menem junto a Fernando Henrique Cardoso en 1996

Durante este período, ambos países mantuvieron una competencia comercial y diplomática. Los logros más destacables fueron la creación de la Agencia Brasileño-Argentina de Contabilidad y Control de Materiales Nucleares y el Mercado Común del Sur.
El tema más controversial de este período fue la disputa por la banca permanente en el Consejo de Seguridad de las Naciones Unidas, si la reforma del consejo avanzaba. En 1999, último año de gobierno de Menem, se produjo una tensión en la relación por la intención de Argentina de imponer medidas proteccionistas que iban en contra de los acuerdos del Mercosur. Llegando a declarar el presidente brasileño, Fernando Henrique Cardoso, que «Argentina entenderá que hay reglas que no pueden ser violadas y que ciertas salvaguardias no caben». Finalmente, las medidas no fueron impuestas, tras el cambio de gobierno en Argentina.

### Chile

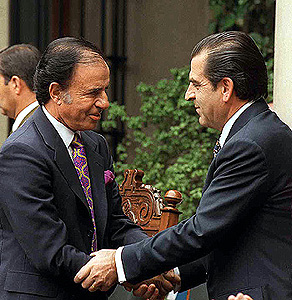
Menem junto a Eduardo Frei en 1996

Menem mantuvo una estrecha relación con Chile, tanto con el presidente Patricio Aylwin como con Eduardo Frei Ruiz-Tagle. El excanciller chileno, José Miguel Insulza, calificó a Menem como «un amigo de Chile; uno de los mejores amigos de Chile».
El logro más importante de este período fue la firma, en 1998, de un acuerdo definitivo sobre la zona de hielos continentales, la cual puso fin a todos los conflictos limítrofes pendientes con este país.

### Colombia

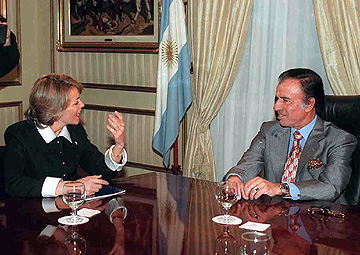
Menem junto a la canciller colombiana María Emma Mejía en 1997

Durante su gobierno, fue contemporáneo al conflicto armado interno de Colombia, que enfrentaba al Estado Colombiano contra grupos guerrilleros como las FARC y el ELN. Tras el escalamiento de tensiones en 1999 de este conflicto, surgieron versiones de que Menem había apoyado la iniciativa del zar antidrogas de Estados Unidos, Barry McCaffrey, que planteaba una solución bélica para que los militares colombianos recuperaran el territorio perdido. Menem llegó a comparar la situación colombiana con el intento de Montoneros y del ERP de declarar a Tucumán como zona liberada. Finalmente, visitó Colombia e instó a los guerrilleros a dejar la vía armada y declaró que «Jamás se levantó la voz en la Argentina para solicitar la intervención».

### Cuba
Tras el alineamiento con Estados Unidos, la relación con Cuba empeoró considerablemente, pasando de que el anterior presidente, Raúl Alfonsín, realice una visita oficial a La Habana a que Menem en todo su mandato nunca visite la isla a pesar de las invitaciones de Fidel Castro.
Las relaciones alcanzaron su punto más tenso en 1997, durante la VII Cumbre Iberoamericana en la Isla de Margarita, Venezuela, cuando Menem pidió la democracia en Cuba y el fin de las violaciones de derechos humanos en la isla. A pocos meses de que dejara el cargo, Menem se negó a asistir a la IX Cumbre Iberoamericana que tenía lugar en La Habana.

### Estados Unidos

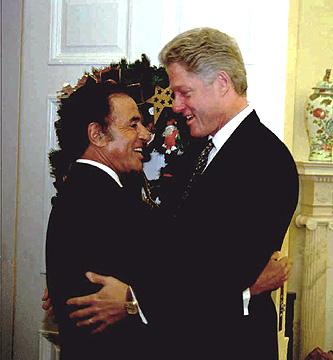
Menem junto a Bill Clinton en 1996

Las relaciones entre Argentina y Estados Unidos durante este gobierno fueron estrechas y marcadas por un fuerte alineamiento político y económico de Argentina con Washington. Menem estableció una política exterior basada en un fuerte acercamiento a Estados Unidos, denominada de manera humorística como «relaciones carnales» por el canciller Guido Di Tella.
Durante esta época, Argentina respaldó a Estados Unidos en foros internacionales, como en la Organización de las Naciones Unidas, y adoptó posturas favorables a los intereses estadounidenses en temas como sanciones a Irak y la lucha contra el narcotráfico. También participó en conflictos bélicos con Estados Unidos, enviando militares a la Guerra del Golfo y participando en la Operación Uphold Democracy en Haití.
En 1998, Estados Unidos designó a Argentina como aliado importante extra-OTAN, durante la presidencia de Bill Clinton, convirtiéndose así en el primer país latinoamericano en obtener esa designación.

### Paraguay

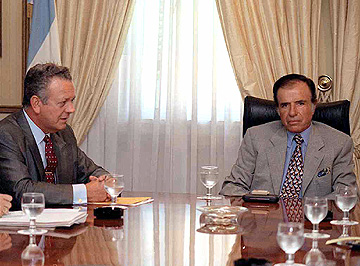
Menem junto a Juan Carlos Wasmosy en 1996

Se destaca la inauguración de la Central Hidroeléctrica Yacyretá-Apipé en 1994. Las relaciones se tensaron en 1999, cuando Argentina negó la extradición de Lino Oviedo, militar paraguayo que había sido acusado de intentar un golpe de Estado al entonces presidente de su país, Juan Carlos Wasmosy.

### Perú
A pesar de mantener una buena relación con el presidente de Perú, Alberto Fujimori, las relaciones se tensaron luego de que se descubriera el envió armas de Argentina, de manera ilegal, a Ecuador, violando un embargo internacional establecido por el Tratado de Paz de Río de Janeiro, en el contexto de la Guerra del Cenepa.

## Asia

### China

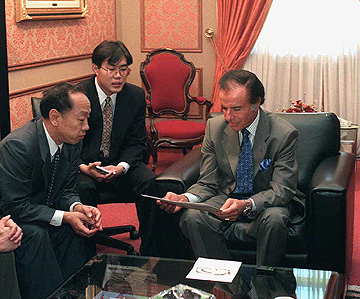
Menem junto al canciller chino, Li Zhaoxing, en 1997

En noviembre de 1990, Menem visitó a la República Popular China Fue uno de los primeros mandatarios de un país occidental, en visitar al país, luego de las protestas de la plaza de Tiananmén, ocurridas en 1989. En octubre de 1995, visitó el país nuevamente.

### Israel

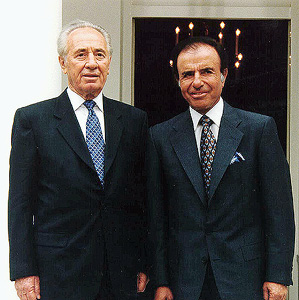
Menem junto al primer ministro de Israel, Shimon Peres, en 1997

En octubre de 1991, se convirtió en el primer presidente argentino en viajar a Israel y propuso mediar entre Israel y Siria en sus negociaciones sobre los Altos del Golán.
Las relaciones se probaron aún más cuando el 17 de marzo de 1992 un coche bomba explotó contra la embajada de Israel en Argentina causando 22 muertos y 242 heridos. El gobierno israelí, al mando de Isaac Shamir, condenó inmediatamente el ataque, envió personal especializado y colaboró con el gobierno argentino para la investigación del atentado.

### Japón
Durante su mandato, varios miembros de la Familia Imperial de Japón visitaron el país. Norihito de Takamado visitó Argentina en 1991, el Emperador Akihito y la Emperatriz Michiko en 1997 y Fumihito de Akishino en 1998. Por su parte, Menem viajó a Japón en enero de 1990, con el fin de asistir a la ceremonia de entronación del Emperador Akihito, en diciembre de 1993 y en diciembre de 1998 por la celebración del centenario de amistad entre Japón y Argentina.

### Palestina
En septiembre de 1989, Menem, en una cumbre de los No Alineados en Yugoslavia, saludó al presidente de la Organización para la Liberación de Palestina (OLP), Yasir Arafat, hecho que ya había sucedido durante la presidencia de facto de Reynaldo Bignone y que había provocado reclamos de la colectividad judía de Argentina. Durante su presidencia fue invitado por la OLP a Palestina, pero la visita no se concretó. Menem también invitó sin éxito a Arafat. En lo referente al conflicto árabe-israelí, Menem, a diferencia de Raúl Alfonsín, le dio importancia y se ofreció como mediador para las negociaciones, como así también propuso a Buenos Aires como sede para una conferencia sobre la paz.
En 1994, el entonces canciller Guido Di Tella se reunió con Arafat en Túnez donde le ofreció construir viviendas y una escuela en Gaza, pero el líder palestino resaltó la necesidad de servicios urbanos básicos que Argentina no pudo brindar. En 1995 Argentina otorgó su reconocimiento a la Autoridad Palestina. Al año siguiente, el entonces ministro de Interior, Carlos Corach, recibió a los presidentes de Israel y Palestina entregándoles cartas firmadas por Menem haciendo un llamado de paz. Arafat le solicitó interceder ante Shimon Peres por el cierre de las fronteras por parte de Israel, lo que llevó a Argentina a enviar Cascos Blancos, que provocó el levantamiento de las trabas israelíes de medicamentos y comestibles a los territorios palestinos. En los años siguientes continuaron las misiones de Cascos Blancos en Gaza y Cisjordania.

## Europa

### Alemania

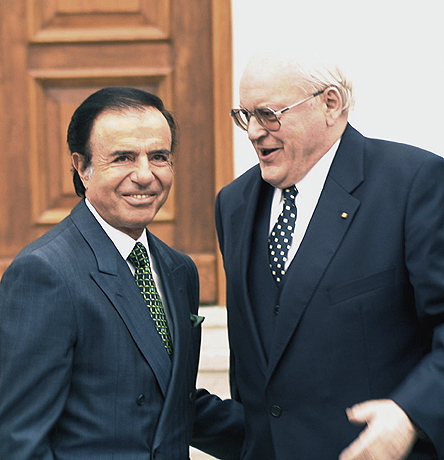
Menem junto al presidente alemán, Roman Herzog, en 1997

En 1991, Menem visitó Alemania y firmó un acuerdo para fomentar y proteger las inversiones alemanas. En el viaje visitó el Palacio de Sanssouci y recorrió la ciudad de Bonn.
Visitó el país nuevamente, en 1997, y solicitó al Canciller federal alemán, Helmut Kohl, que su país invierta en el próximo proceso de privatizaciones en la Argentina.

### Francia

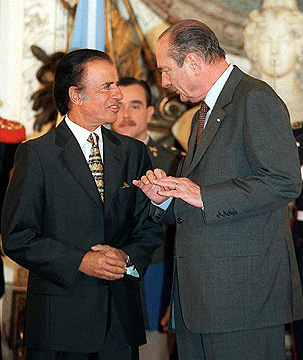
Menem junto al presidente francés, Jacques Chirac, en 1997

Francia se convirtió en uno de los mayores inversores en Argentina, tras el proceso de privatizaciones originado durante la presidencia de Menem. Sus inversiones eran cercanas a los 7 mil millones de dólares para 1998.
En 1998, visitó Francia y reclamó al presidente francés Jacques Chirac un mayor equilibrio en el intercambio comercial con la Argentina y que revirtiera la política de subsidios francesa a la actividad agrícola.

### Italia
Argentina integró, junto a Italia, el movimiento Uniting for Consensus que tenía como objetivo oponerse a la posible ampliación del Consejo de Seguridad de las Naciones Unidas.

### Reino Unido

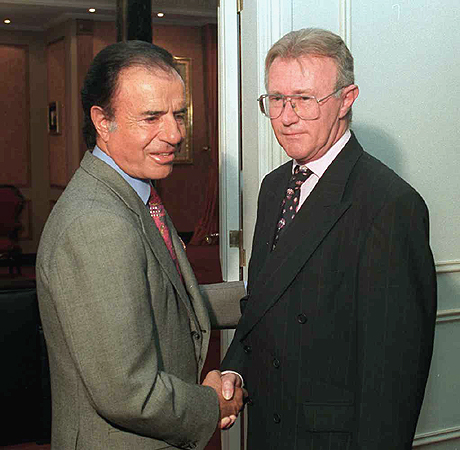
Menem junto al embajador británico en Argentina, Peter Hall, en 1997

En 1989, restableció las relaciones bilaterales, tras su rotura por la guerra de las Malvinas, con el Reino Unido a través de la Declaración Conjunta de Madrid. Esta declaración se dividió en dos acuerdos denominados: Acuerdo de Madrid l y II. El primero de estos tenía como principal objetivo restaurar y normalizar tanto las relaciones diplomáticas como los vínculos sociales. Mientras que en el segundo acuerdo se pactaron los documentos finales..
En 1991, se produjo una reunión con el objetivo de discutir el manejo de los recursos naturales en el archipiélago. A través de esta discusión, en 1995, pactaron una declaración conjunta que establecía que, para extraer recursos naturales de las islas, antes se debería cooperar entre ambos Estados, con el fin de evitar conflictos.
En 1998, Carlos Menem hizo una visita al Reino Unido, la primera tras la guerra. En este viaje, Menem se reunió con el primer ministro británico, Tony Blair y con la reina Isabel II en el Palacio de Buckingham.
En 1999, los dos países aceptaron normalizar los vuelos directos a las Islas Malvinas, que estaban bloqueados desde el año 1982. Estos vuelos fueron llevados a cabo por la empresa chilena LAN Airlines, partiendo desde Punta Arenas con escala mensual en Río Gallegos.

### Rusia
Viajó en 1990 a Rusia, reuniéndose con el presidente de la Unión Soviética, Mijaíl Gorbachov, y en 1998, reuniéndose con el  presidente de la Federación de Rusia, Borís Yeltsin, para impulsar lazos comerciales. En ese viaje, Menem felicitó a Yeltsin «por la forma en que aquí se derrotó al comunismo».

## Organismos multilaterales

### Mercosur

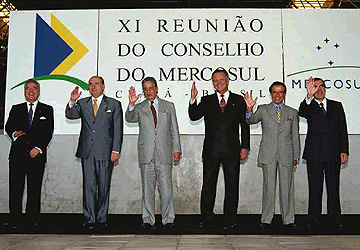
Menem en la XI Reunión del Consejo del Mercosur en 1996

Menem fue uno de los presidentes fundadores del bloque económico Mercado Común del Sur. El 26 de marzo de 1991, Argentina, Brasil, Paraguay y Uruguay firmaron el Tratado de Asunción, que adoptó el nombre Mercosur, le dio una estructura institucional básica y estableció un área de libre comercio. El 27 de junio de 1992, en Las Leñas, firmó el Protocolo de las Leñas que estableció el cronograma definitivo hacia la constitución del mercado común. Finalmente, el 17 de diciembre de 1994, se firmó el Protocolo de Ouro Preto, que puso en marcha el Mercosur.